# Acronauplia

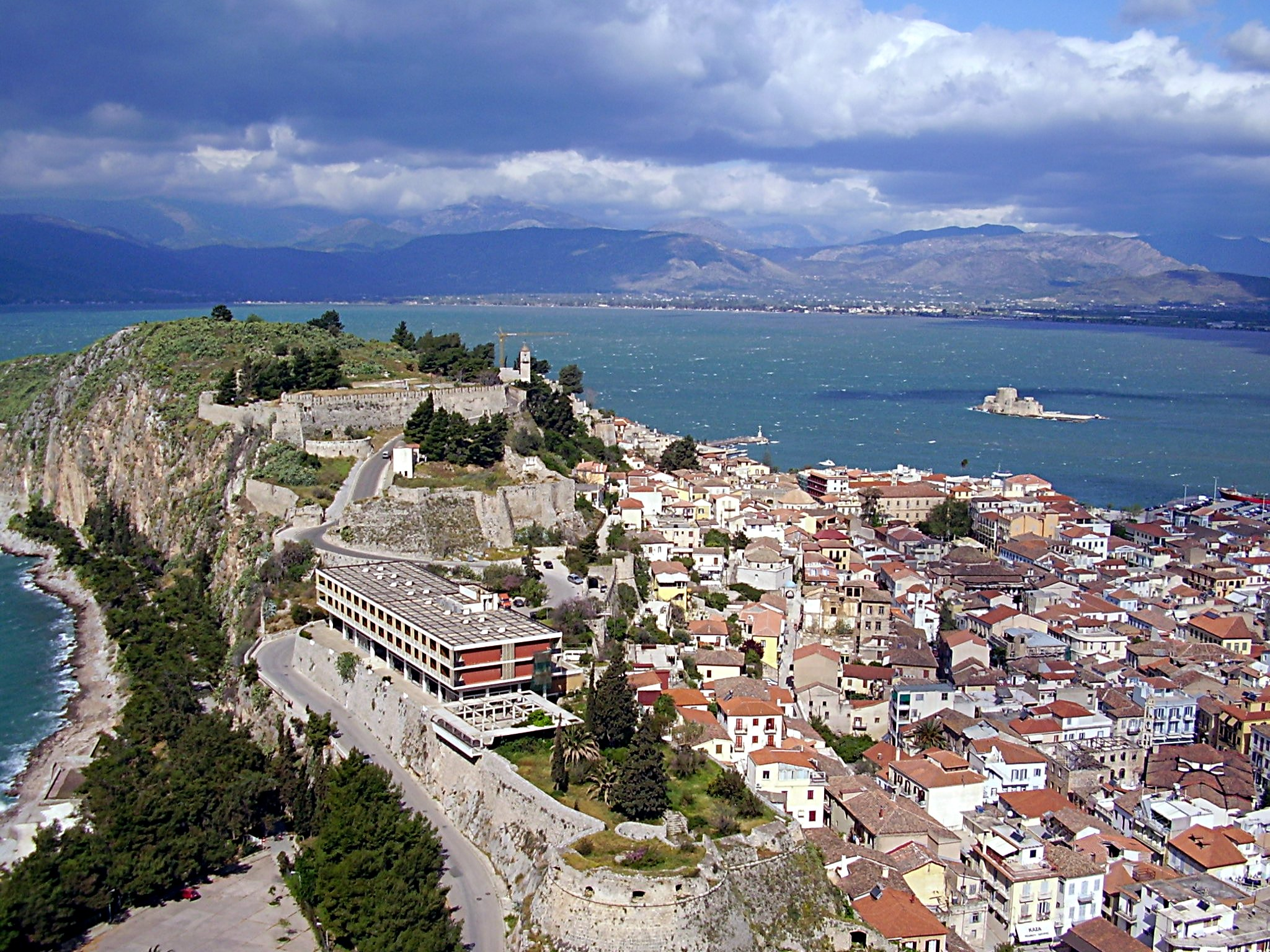
Vista de Palamidi y el Acronauplia, Nauplia.

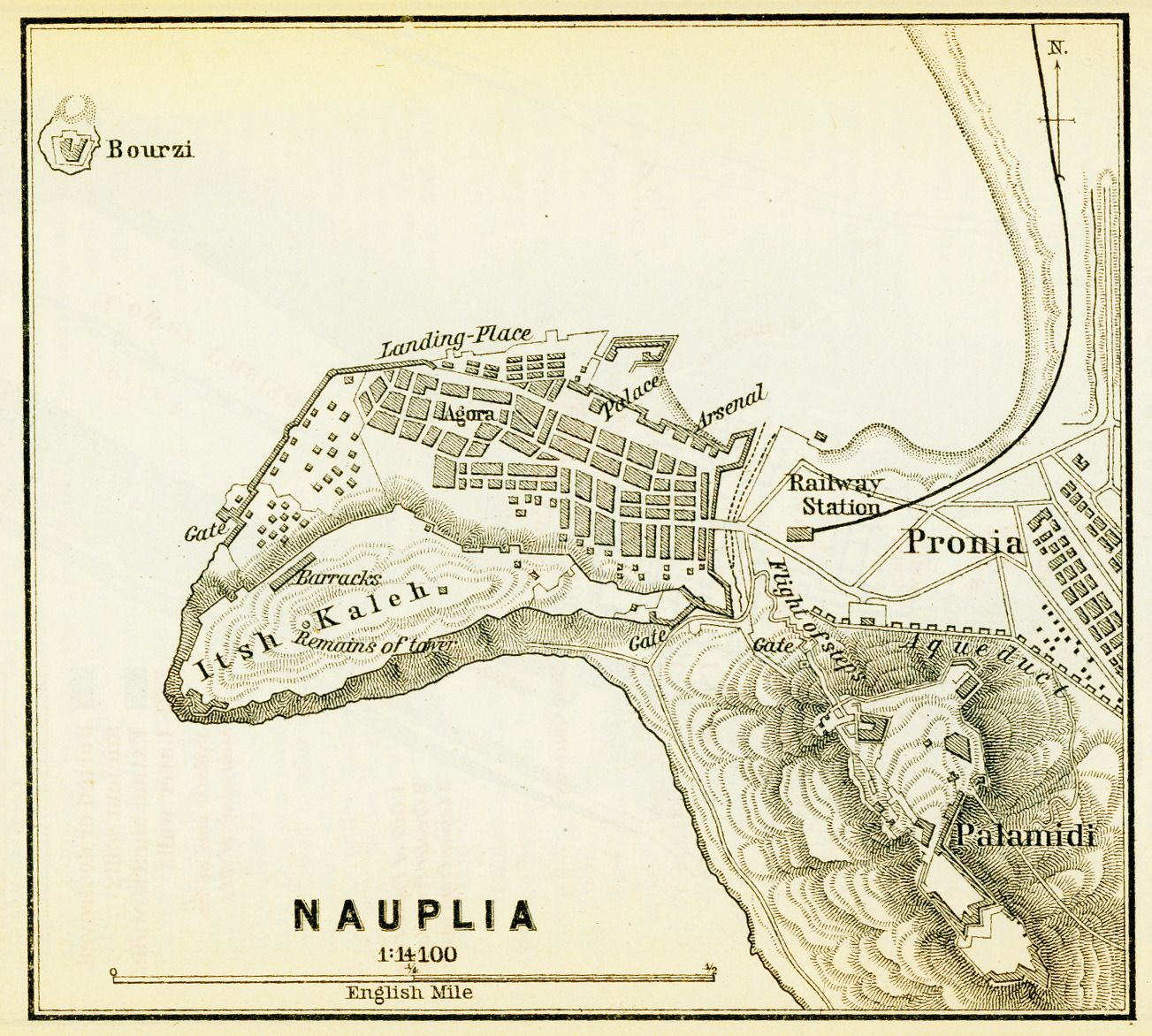
Nauplia

El Acronauplia (en griego: Ακροναυπλία, Akronafplia, turco: Iç Kale, «Castillo Interior») es la parte más antigua de la ciudad de Nauplia en Grecia. Hasta el siglo XIII, era una ciudad propia. La llegada de los venecianos y los francos lo transformó en parte de las fortificaciones de la ciudad. Después, parte de ella fue utilizada como prisión hasta que el gobierno griego decidió que la visión prevista de su ubicación beneficiaría el turismo local y construyó un complejo hotelero que aún está allí hoy.